# (90568) 2004 GV9
(90568) 2004 GV9 è un oggetto transnettuniano con una magnitudine assoluta di 3,97, sufficientemente bassa da fare ritenere che sia un candidato a diventare un pianeta nano. Scoperto nel 2004, presenta un'orbita caratterizzata da un semiasse maggiore pari a 41,742912 au e da un'eccentricità di 0,074041, inclinata di 22,045061° rispetto all'eclittica. Ha un periodo di rotazione di 5,86 ore.
Dalle osservazioni combinate dei telescopi spaziali Herschel e Spitzer è stato determinato un diametro di 680±34 km.